# شهره (خواننده)
فاطمه صولتی (زادهٔ ۱۴ دی ۱۳۳۷) که با نام شهره شناخته می‌شود، خواننده موسیقی پاپ است. شهره نزدیک به ۵۰ سال است که در موسیقی پاپ فعالیت دارد و تاکنون ۳۲ آلبوم منتشر کرده. او حدود ۳۰۰ ترانه خوانده است. او همچنین خواهر کوچکتر شهرام صولتی، دیگر خواننده ایرانی است.
او در محله سرچشمه تهران متولد شد. شهره هفت سال داشت که از علاقه خود به موسیقی مطلع شد و با حمایت خانواده‌اش به هنرستان عالی موسیقی رفت تا با موسیقی آشنایی بیشتری پیدا کند و به تعلیم صدا، پیانو، فلوت و کلارینت بپردازد.

## فعالیت

### پیش از انقلاب

شهره و شهرام صولتی، ۱۳۵۶

شهره در ۱۵ سالگی به فعالیت هنری علاقه نشان داد. نخستین ترانه او «دختر مشرقی» با شعری از منصور تهرانی و آهنگ محمد شمس بود. نام او پس از ترانهٔ «تو که نیستی» ساخته آرش سزاوار بر سر زبان‌ها افتاد. پس از ورود او به دنیای موسیقی پاپ، کمپانی‌هایی شروع به بستن قرارداد با وی کردند و عکس‌های او، روی جلد اوّل برای مجلات هفتگی شد.
او قبل از انقلاب با آهنگسازانی همچون محمد شمس، پرویز مقصدی، بابک بیات، امیر آرام، سیاوش قمیشی، آرش سزاوار، فریدون خشنود و با تنظیم‌کنندگانی چون اریک آرکانت و آندرانیک همکاری داشت. او چندین‌بار نیز در برنامه شوی میخک نقره‌ای فریدون فرخزاد حضور داشت.
شهره چندی بعد حرفهٔ سینمایی را نیز دنبال کرد و به‌همراه داریوش در فیلم فریاد زیر آب بازی کرد. شهره ترانه‌ای به‌نام «شب‌گرد» باهمکاری داریوش برای فیلم ناتمام «بادام‌های تلخ» خوانده بود که با لغو فیلم بعدها این ترانه را به‌صورت جدا ارائه کردند. او در سال ۱۳۵۶ به‌همراه سعید کنگرانی مجری یک شوی تلویزیونی به نام ستارهٔ باران بودند.
شهره در شهریور ۱۳۵۷ پیش از انقلاب اسلامی برای اجرای کنسرت همراه با شهرام شب‌پره به آمریکا رفت و به‌خاطر تحولات ایران در آنجا ماند. او ابتدا به نیویورک و سپس به لس آنجلس رفت.

### پس از انقلاب

#### ازدواج
پس از انقلاب شهره مجبور به ماندن در آمریکا شد و با خسرو نایبی ازدواج کرد. ثمره این ازدواج یک دختر بنام طناز است. این ازدواج دوام نیاورد و به طلاق منجر شد و شهره پس از آن ازدواج نکرد.

#### آثار دهه ۶۰، ۷۰ و ۸۰
شهره یکی از پرکارترین و پر درآمدترین خواننده زن در عرصه موسیقی ایران شناخته می‌شود، چرا که حدود ۳۰۰ ترانه خوانده و ۳۲ آلبوم به صورت مشترک و فردی منتشر کرده است. او طی پنج دهه گذشته، یکی از مؤثرترین خوانندگان بر موسیقی پاپ بوده. همچنین در دهه‌های ۶۰، ۷۰ و ۸۰، از محبوب‌ترین خواننده زن نیز به‌شمار می‌رود. او به دلیل حساسیت زیاد نسبت به ترانه و ملودی، دقت می‌کند تا بهترین اثر را بخواند.

#### دهه ۶۰
اولین ترانه او که در لس آنجلس ضبط شد، ترانه ای به نام «سرگشته» با شعری از مولانا و آهنگ و تنظیم بابک افشار بود. آلبوم‌های «طلسم»، «سلام»، «شیطونک»، «یکی یکدونه» و «مرمر»، در این دهه منتشر شدند. آهنگ‌های «طلوع»، «سلام»، «عروسی»، «شیطونک»، «کلاغ دم سیاه»، «شب شعر» و «یکی یکدونه»، از خاطره انگیزترین آهنگ‌های دهه ۶۰ می‌باشند. شهره در این دوره با آهنگسازان نامی ایران مانند، حسن شماعی زاده، سیاوش قمیشی، منوچهر چشم آذر، صادق نوجوکی و با ترانه سرایان مهمی چون، مسعود امینی، بیژن سمندر، لیلا کسرا و تنظیم‌کنندگانی مانند منوچهر چشم آذر، صادق نوجوکی و عبدی یمینی، همکاری داشته است.

#### دهه ۷۰
دهه ۷۰، اوج شکوفایی موسیقیِ شش و هشتی است که شهره در کنار شهرام شب‌پره، حسن شماعی زاده، معین و اندی، یکی از بهترین خوانندگان این سبک محسوب می‌شود. آهنگ معروف «عکساشو پاره کردم» هم در این دوره منتشر شد. شهره با انتشار آهنگ‌های شادِ شش و هشتی، به نقطه اوج فعالیت خود رسید. آلبوم‌های شادِ «صدای پا»، «هم نفس»، «جمعه به جمعه»، «مهمون»، «پنجره‌ها»، «سایه شما» از آلبوم‌های شادی هستند که آهنگ‌های مگا هیت شهره را تشکیل می‌دهند. آهنگسازی این آلبوم‌ها بر عهده، صادق نوجوکی، محمد مقدم، حسن شماعی زاده، فرید زلاند، مهرداد آسمانی و به ترانه‌سرایی، مسعود فردمنش، هما میر افشار، همایون هشیار‌نژاد،
اردلان سرفراز و تنظیم‌های شاد صادق نوجوکی، محمد مقدم و منوچهر چشم‌آذر بوده است.

#### دهه ۸۰
در دهه ۸۰، شهره در موسیقی شش و هشت کمرنگ شد و بیشتر به خواندن آهنگ‌هایی با سبک اِسلو( آرام )، ترنس، تِکنو و هاوس روی آورد. دیگر اسم صادق نوجوکی در آثار او دیده نمی‌شود؛ ژاکلین، اسم اول آهنگسازان شهره قرار می‌گیرد. شهره در این دهه ۵ آلبومِ «عطر»، «سفر»، «پیشونی»، «هوس» و «عاشقم» را با کمک آهنگسازی ژاکلین، محمد مقدم، فرید زلاند، مهرداد آسمانی و با ترانه‌های ژاکلین، مسعود فردمنش، اردلان سرفراز و با تنظیمِ‌های فرید زلاند، محمد مقدم، شوبرت آواکیان و شهیاد، منتشر کرد. اسم منوچهر چشم‌آذر هم که در آثار دهه ۶۰ و ۷۰ شهره بسیار پرنگ بود در آثار دهه ۸۰، به ۵ تنظیم محدود شد.

#### دهه ۹۰ تاکنون
در این دوره شهره هیچ آلبومی منتشر نکرد. در دهه ۹۰ همه به دنبال تک‌آهنگ بودند تا ساخت آلبوم. دیگر اسم آهنگساز، ترانه‌سرا و تنظیم‌کنندهٔ لس آنجلسی در آثار شهره دیده نمی‌شد. او از کارهای داخل ایران که آهنگسازان جوان و پرشور ایرانی ساخته بودند استفاده کرد. وی از سال ۱۳۸۸ تا به امروز، ۴۰ تک‌آهنگ ضبط کرده است.

## حواشی

### اجرای آهنگ کلاغ دُم‌سیاه
در سال ۱۳۹۸ ویدئویی از یک زن به نام نگار معظم منتشر شد که ترانهٔ «کلاغ دُم‌سیاه» شهره را در یک تور گردشگری در روستای ابیانه اجرا می‌کرد. این ویدئو در شبکه‌های مجازی پخش شد و کاربران آن را «از زیبایی‌های ایران» دانستند اما واکنش منفی مقام‌های قضایی و روحانیون سنّتی را برانگیخت. معظّم به‌خاطر این ویدئو از سوی دادستانی عمومی و انقلاب نطنز احضار شد و به جرم «خوانندگی غیرمجاز» به یک‌سال حبس محکوم شد. او مدّتی بعد از این که دادستان اعلام کرد «متواری شده است» در ترکیه با شهره روی صحنه رفت و به‌جز «کلاغ دُم‌سیاه» چند ترانهٔ دیگر را هم با او اجرا کرد.

## فیلم‌شناسی
- فریاد زیر آب (۱۳۵۶)
- بادام‌های تلخ (فیلم ناتمام) (۱۳۵۶)

## ترانه‌شناسی

### آلبوم‌ها
- ۱۳۵۴–۱۹۷۵: دختر مشرقی
- ۱۳۵۶–۱۹۷۷: آمون از دل مو (با احمدرضا نبی‌زاده و شهرام صولتی)
- ۱۳۶۳–۱۹۸۴: طلسم (با شهرام شب‌پره)
- ۱۳۶۵–۱۹۸۶: سلام
- ۱۳۶۶–۱۹۸۷: شیطونک
- ۱۳۶۸–۱۹۸۹: یکی یکدونه (با شهرام صولتی)
- ۱۳۶۹–۱۹۹۰: میکس
- ۱۳۶۹–۱۹۹۰: مرمر (با داریوش، ابی و فرزین)
- ۱۳۷۰–۱۹۹۱: صدای پا
- ۱۳۷۰–۱۹۹۱: گرفتار
- ۱۳۷۱–۱۹۹۲: خاطره ۷ (با معین)
- ۱۳۷۱–۱۹۹۲: سکه طلا (با ستار و شهرام صولتی)
- ۱۳۷۱–۱۹۹۲: جمعه به جمعه
- ۱۳۷۲–۱۹۹۳: هم‌نفس
- ۱۳۷۲–۱۹۹۳: مهمون (با مارتیک)
- ۱۳۷۲–۱۹۹۳: جان جان
- ۱۳۷۳–۱۹۹۴: پنجره‌ها (با شهرام صولتی)
- ۱۳۷۴–۱۹۹۴: زن
- ۱۳۷۵–۱۹۹۶: قصه‌گو
- ۱۳۷۵–۱۹۹۶: نمی‌زارم بری (خوانندگان مختلف)
- ۱۳۷۶–۱۹۹۷: شنیدم
- ۱۳۷۷–۱۹۹۸: عکساشو پاره کردم
- ۱۳۷۸–۱۹۹۹: سایه
- ۱۳۷۹–۲۰۰۰: حکایت ۵ (با مسعود فردمنش)
- ۱۳۸۰–۲۰۰۱: عطر
- ۱۳۸۱–۲۰۰۲: سفر
- ۱۳۸۲–۲۰۰۳: پیشونی
- ۱۳۸۳–۲۰۰۴: یارم کو؟ (با فرامرز اصلانی و سیاوش قمیشی)
- ۱۳۸۴–۲۰۰۵: هوس
- ۱۳۸۷–۲۰۰۸: عاشقم

### تک‌آهنگ‌ها
- ۱۳۵۲–۱۹۷۳: دوست دارم با تو بمونم (با شهرام)
- ۱۳۵۳–۱۹۷۴: هالو هالو (با شهرام)
- ۱۳۵۴–۱۹۷۵: دریایی (با شهرام و حمید شبخیز)
- ۱۳۵۴–۱۹۷۵: سکوت تو (با مهرداد کاظمی)
- ۱۳۵۶–۱۹۷۷: حامی
- ۱۳۵۶–۱۹۷۷: شبگرد
- ۱۳۵۶–۱۹۷۷: تعبیر
- ۱۳۵۶–۱۹۷۷: نور و سایه
- ۱۳۵۶–۱۹۷۷: برای تو
- ۱۳۵۷–۱۹۷۸: ای رفته برگرد
- ۱۳۵۷–۱۹۷۸: تَک (با فریدون فرخزاد)
- ۱۳۵۷–۱۹۷۸: سنگدل (با شهرام و فریدون فرخزاد)
- ۱۳۵۷–۱۹۷۸: آفتاب و مهتاب
- ۱۳۶۸–۱۹۸۹: به قربونت بگردم (با حسن شماعی زاده)
- ۱۳۷۸–۱۹۹۹: وطن
- ۱۳۷۸–۱۹۹۹: پیچک (بیا و باورم کن)
- ۱۳۸۰–۲۰۰۱: دیدار در دماوند (با جمعیت از هنرمندان)
- ۱۳۸۳–۲۰۰۴: بوس بوس
- ۱۳۸۴–۲۰۰۵: دختر ایران (با جمعی از هنرمندان)
- ۱۳۸۴–۲۰۰۵: موسیقی (با جمعی از هنرمندان)
- ۱۳۸۵–۲۰۰۶: همصدا (با شهرام صولتی)
- ۱۳۸۶–۲۰۰۷: عید اومده (با شهرام صولتی، هلن و شهیاد)
- ۱۳۸۹–۲۰۱۰: فرشته‌ها
- ۱۳۸۹–۲۰۱۰: آنقدر دوست دارم
- ۱۳۹۰–۲۰۱۱: بیا تا برقصیم
- ۱۳۹۰–۲۰۱۱: پشیمونم
- ۱۳۹۱–۲۰۱۲: اصرار
- ۱۳۹۲–۲۰۱۳: کلید
- ۱۳۹۲–۲۰۱۳: برگرد
- ۱۳۹۳–۲۰۱۴: دوست دارم
- ۱۳۹۳–۲۰۱۴: دوست دارم (ریمیکس)
- ۱۳۹۴–۲۰۱۵: تقویم
- ۱۳۹۴–۲۰۱۵: معلومه
- ۱۳۹۵–۲۰۱۶: قاب عکس
- ۱۳۹۵–۲۰۱۶: عکساشو پاره کردم (ریمیکس)
- ۱۳۹۶–۲۰۱۷: از خزر تا فارس
- ۱۳۹۶–۲۰۱۷: شبت بخیر
- ۱۳۹۷–۲۰۱۸: شرط می‌بندم
- ۱۳۹۸–۲۰۱۹: نوستالژیک مدلی ۱
- ۱۳۹۹–۲۰۲۰: کافی نبود برات
- ۱۳۹۹–۲۰۲۰: طرفدار
- ۱۴۰۰–۲۰۲۱: ایران من (همخوانی شهره و اندی)
- ۱۴۰۱–۲۰۲۲: گریه ممنوع
- ۱۴۰۱–۲۰۲۲: تو اولین نفری
- ۱۴۰۱–۲۰۲۲: دختر
- ۱۴۰۲–۲۰۲۳: مدلی عید (بازخوانی آهنگ‌های عید اومده، پنجره‌ها و گریه ممنوع) به همراه شهرام صولتی
- ۱۴۰۳–۲۰۲۴: نوستالژیک مدلی ۲ (بازخوانی آهنگ‌های دل بی‌قرار، یواشکی، دل دیوونه و دختر مشرقی)
- ۱۴۰۳–۲۰۲۵: خوش قلب "SWEET HEART"